# Xã Mahtowa, Quận Carlton, Minnesota
Xã Mahtowa (tiếng Anh: Mahtowa Township) là một xã thuộc quận Carlton, tiểu bang Minnesota, Hoa Kỳ. Năm 2010, dân số của xã này là 613 người.